# Grundrechte (Italien)
Ein Katalog an Grundrechten war bereits im albertinischen Statut, seit Erlass 1848 Kernbestandteil der materiellen Verfassung Piemont-Sardiniens bzw. des Königreichs Italien, enthalten. Da ein übergeordneter Verfassungsrang des Statutes aber nicht vorgesehen war, konnten Gesetze, die sich auf derselben Rangstufe befanden, Grundrechte einschränken oder de facto abschaffen. Eine förmliche Außerkraftsetzung der Grundrechte war also nicht nötig.
Nach über zwanzig Jahren faschistischer Diktatur erarbeitete die Verfassungsgebende Versammlung während des Jahres 1947 die Verfassung der zu gründenden Italienischen Republik. Für diese war nun Verfassungsrang vorgesehen. An die grundlegenden Rechtssätze der Verfassung, die leges generales für alle weiteren Verfassungsbestimmungen (also auch für die Grundrechte) bilden, schließt sich der I. Teil der Verfassung (Art. 13–54) an, der den garantierten Katalog der Grundrechte enthält. Unter diesem Begriff werden die Grundrechte im engeren Sinn (bürgerliche, soziale und wirtschaftliche Rechte) sowie die politischen Rechte der Staatsbürger verstanden. Typisch für die Grundrechte in der italienischen Rechtsordnung ist ihre starke soziale Komponente; Arbeiter und wirtschaftlich unterlegene werden umfassend geschützt.

## Adressat und Träger
Die Grundrechte werden in sogenannte „Jedermannrechte“ und Rechte, welche nur den Staatsbürgern zustehen, unterteilt. Dies ist aber nicht nur der Benennung im jeweiligen Artikel zu entnehmen. Bereits Artikel 3 der Verfassung, welcher formelle und materielle Gleichstellung der Staatsbürger vorsieht, wurde im Nachhinein dahingehend interpretiert, als dass im Sinne der in Artikel 2 garantierten „unverletzlichen Rechte des Menschen“ umfassende Gleichheit nicht nur für Bürger der Italienischen Republik, sondern auch für Fremde und Staatenlose, also alle Menschen, zu gelten hat. Die politischen Rechte gelten aber jedenfalls nur für Staatsbürger. Dies geht jedoch unbeschadet der Neuerungen, welche durch die garantierte Freizügigkeit der Bürger der Europäischen Union eingeführt wurden; so haben alle EU-Bürger in dem Mitgliedsstaat, in dem sie ansässig sind, das Recht darauf, in ihrer Wohngemeinde an Kommunalwahlen teilzunehmen.

## Einschränkbarkeit und Garantien
Charakteristisch ist, dass jedes einzelne dieser Grundrechte prinzipiell nicht beschnitten werden kann. Die Möglichkeit ihrer Einschränkung im Sinne des Allgemeinwohles hängt vom Bestehen eines Gesetzesvorbehaltes (riserva di legge) ab. Dies soll die Eingriffsmöglichkeiten der Exekutive bzw. der Verwaltung einschränken: diese darf (prinzipiell, Ausnahmen, wie die Akte mit Gesetzeskraft, sehen eine strikte parlamentarische Kontrolle vor) nur mittels Normen sekundären Ranges (Verordnungen, Verwaltungsmaßnahme etc.) tätig werden. Diese hängen wiederum vom Bestehen eines Gesetzes, also eines Willensaktes der demokratisch legitimierten Volksvertretung, ab: die Verwaltungsakte dürfen zum einen nicht dem Gesetz widersprechen, andererseits müssen sie sogar ausdrücklich in diesem vorgesehen sein. Dieses sogenannte „Legalitätsprinzip“ ist in der Verfassung zwar nicht ausdrücklich vorgesehen; lediglich Artikel 97 Verf. spricht von einem Aufbau der Verwaltung in der Weise, als dass ihre „gute Führung“ sowie ihre „Unparteilichkeit“ gewährt sei. Im Sinne einer (notwendigerweise) liberalen Auslegung einer liberalen Verfassung, welche summa summarum der Rechtsstaatlichkeit verpflichtet ist, ist es jedoch als fundamentales Prinzip der Verfassungsordnung anerkannt.
Der Gesetzgeber wird in seiner Tätigkeit zur Einschränkung der Grundrechte vom Verfassungsgerichtshof kontrolliert. Dieser überprüft, ob sich der Gesetzgeber an die zulässigen Grenzen des Gesetzesvorbehaltes gehalten hat; im negativen Falle erklärt er zu invasive Bestimmungen für verfassungswidrig. Dies wird anhand dessen überprüft, ob der „Wesenskern“ (nucleo essenziale) der Grundrechte gewahrt bleibt: die Aufstellung eines Kataloges der Grundrechte, dessen verfassungsrechtliche Verankerung und die Ausstattung mit Gesetzesvorbehalten Zweck einer im Sinne des Allgemeinwohls zulässigen Einschränkung wäre vollkommen sinnfrei, wenn sich diese Möglichkeit zur vollkommenen Aushöhlung der Grundrechte nutzen ließe.
Diese Argumentation wurde so weit fortentwickelt, als dass nicht einmal durch Verfassungsgesetze die Grundrechte abgeschafft werden können. Zwar sind, im Unterschied zur Bundesrepublik Deutschland, die unveräußerlichen Rechte des Menschen nicht durch ein explizites Änderungsverbot geschützt (vgl. Art. 79 Abs. 3 des Grundgesetzes). Jedoch hat der Verfassungsgerichtshof erkannt, dass die Grundrechte einen solch wesentlichen Pfeiler des Gesamtkonzeptes der liberalen, rechtsstaatlichen Verfassung bilden, dass ihr zumindest grundsätzliches Weiterbestehen Bedingung für die weitere Legitimität der Verfassungsordnung sei; diese würde durch ihre Abschaffung kollabieren. Somit stellt der Wesenskern der Grundrechte eine implizite Schranke für den Verfassungsgesetzgeber dar; Verfassungsgesetze, welche dies nicht beachten, sind als verfassungswidriges Verfassungsrecht zu verwerfen.

## Grundrechte im Einzelnen

### Überblick
| Artikel            | Inhalt |
| ------------------ | --- |
| Artikel 13         | Persönliche Freiheit, Folterverbot |
| Artikel 14         | Unverletzlichkeit der Wohnung, Recht auf Privatsphäre und Datenschutz                                                                                      |
| Artikel 15         | Brief- und Fernmeldegeheimnis |
| Artikel 16         | Freizügigkeit sowie Recht auf Ein- und Auswanderung |
| Artikel 17         | Versammlungsfreiheit |
| Artikel 18         | Vereinigungsfreiheit |
| Artikel 19 und 20  | Freiheit der Religionsausübung und der religiösen Organisationen und Einrichtungen                                                                         |
| Artikel 21         | Meinungs-, Presse-, Nachrichten- und Darstellungsfreiheit                                                                                                  |
| Artikel 22         | Recht auf Namen, Rechtsfähigkeit und Staatsbürgerschaft |
| Artikel 24, 25, 27 | Rechtsschutz, Rückwirkungsverbot im Strafrecht, Sicherungsmaßnahmen, persönliche strafrechtliche Verantwortung, Unschuldsvermutung, Verbot der Todesstrafe |
| Artikel 26         | Regelung der Auslieferung |
| Artikel 28         | Garantie der rechtlichen Verantwortlichkeit der öffentlichen Ämter und ihrer Amtswalter                                                                    |
| Artikel 29, 30, 31 | Rechte und Pflichten der Familie und der Eltern |
| Artikel 32         | Recht auf Schutz der Gesundheit, Schutz vor Zwangsbehandlungen                                                                                             |
| Artikel 33, 34     | Freiheit von Kunst und Wissenschaft, Freiheit zur Errichtung von Schulen, Recht auf Schulbildung und -förderung                                            |
| Artikel 35         | Schutz der Arbeit, Recht auf Berufsbildung, Förderung von Arbeitervereinen, Schutz der italienischen Arbeit im Ausland                                     |
| Artikel 36         | Anrecht auf gerechte und ausreichende Entlohnung sowie Urlaub                                                                                              |
| Artikel 37         | Schutz und Gleichstellung der arbeitenden Frauen und deren Kinder, Schutz der Minderjährigen im Hinblick auf Erwerbsarbeit                                 |
| Artikel 38         | Versorgungsrechte der Arbeiter, Arbeitslosen und Arbeitsunfähigen                                                                                          |
| Artikel 39, 40, 46 | Schutz der Gewerkschaften, Verbürgung des Streikrechtes, Anspruch der Arbeiter auf betriebliche Mitbestimmung                                              |
| Artikel 41         | Schutz des privaten Unternehmertums sowie dessen Sozialpflichtigkeit                                                                                       |
| Artikel 42         | Anerkennung und Gewährleistung des Eigentums, Schutz vor willkürlichen Eingriffen                                                                          |
| Artikel 44         | Schutz und Wiederherstellung des kleinen und mittleren Grundbesitzes                                                                                       |
| Artikel 45         | Schutz des Genossenschaftswesens und des Handwerks |
| Artikel 47         | Schutz der Spartätigkeit |
| Artikel 48         | Garantie der freien, persönlichen, gleichen und geheimen Ausübung des Wahlrechtes                                                                          |
| Artikel 49, 50     | Politisches Vereinigungsrecht, Petitionsrecht an die Kammern                                                                                               |
| Artikel 51         | Recht auf Zugang zu öffentlichen Ämtern, Garantie der Gleichstellung der Geschlechter im Zugang, Recht auf Beibehaltung des Arbeitsplatzes                 |

### Bürgerliche Rechte im Einzelnen (Art. 13-28 Verf.)
Die persönliche Freiheit wird in Artikel 13 geregelt. Eingriffe dürfen nur aufgrund einer vorherigen richterlichen Verfügung erfolgen. Diese sowie die Ausnahmefälle, in denen die Verfügung nachträglich eingeholt werden kann, sind durch Gesetz zu regeln. Auch besteht ein Verbot der körperlichen und seelischen Gewaltanwendung im Zuge der Freiheitsbeschränkung, also zusammengefasst das Verbot der Folter und der demütigenden Behandlung. Auch die Dauer der eventuellen Untersuchungshaft sei nur durch das Gesetz zu regeln.
Die Unverletzlichkeit der Wohnung ist in Artikel 14 vorgesehen. Im Zuge der Rechtsprechung zur Verfassung wurde der Mangel offensichtlich, dass es kein explizites Recht auf die Privatsphäre sowie den Datenschutz (diritto alla privacy) gibt (letzteres ist allerdings eine recht neue Erscheinung, welche 1948 wohl wenig gewichtig war). Der Artikel wird in solchem Maße interpretiert, als dass nicht nur jede Art von Wohnräumlichkeit, sondern auch der Arbeitsplatz, ein Vereinslokal und sogar der Kofferraum eines Autos und im Grunde jeder Ort, an den sich Menschen zurückziehen können, unverletzlich ist. Jeder habe das Recht, sein Leben im Privaten selbst zu gestalten, und es soll vermutet werden, dass dies auf rechtmäßige Weise geschehe. Dies alles gilt auch für juristische Personen. Überwachungen, Durchsuchungen und Beschlagnahmungen bedürfen der gesetzlichen Ermächtigung. Hier findet sich zum ersten Mal die Rechtsfigur des verstärkten Gesetzesvorbehaltes, welcher nicht nur vorsieht, dass der Eingriff mit Gesetz zu erfolgen habe, sondern dem Gesetz auch Regelungsschranken setzt; Erhebungen und Untersuchungen dürfen zwar durch Gesetz vorgesehen werden, jedoch nur im Sinne der öffentlichen Gesundheit und Sicherheit sowie aus wirtschaftlichen und steuerlichen Gründen. Hieraus wird ein umfassender Datenschutz abgeleitet.
Artikel 15 schützt das Brief- und Fernmeldegeheimnis. Der Schutzbereich umfasst alle Arten, mittels derer Menschen mit anderen Menschen in Kontakt treten können. Im Unterschied zum Recht auf freie Meinungsäußerung ist hier nicht die öffentliche, sondern die private Nachrichtenübermittlung zu schützen. Die Kommunikation darf nicht beschränkt werden, noch darf sie eingesehen werden, noch darf ein Dritter, welcher ein Schrifterzeugnis zufällig erhält, dieses einsehen oder veröffentlichen. Einschränkungen bedürfen einer richterlichen Verfügung, welche gesetzlichen Garantien folgt.
Die Freizügigkeit, geregelt in Artikel 16, gestattet es jedem Staatsbürger (und im Zuge der europäischen Integration auch jedem anderen Bürger eines EU-Staates) sich frei auf dem Staatsgebiet aufzuhalten und zu bewegen. Auch hier findet sich ein verstärkter Gesetzesvorbehalt: die Freizügigkeit darf nur beschränkt werden, wenn dies die öffentliche Gesundheit und Sicherheit verlangt (z. B. Bekämpfung von Epidemien oder Terrorismus). Ebenfalls steht es den (EU-)Bürgern zu, die Republik zu verlassen und wieder einzureisen; mit Gesetz kann dies jedoch an bestimmte Voraussetzungen geknüpft sein, wie z. B. den Besitz eines Ausweisdokumentes.
Artikel 17 sieht die die Versammlungsfreiheit vor. Mögliche Orte einer Versammlung werden in drei Kategorien geteilt: private Orte (Zutritt bedarf einer Einladung), öffentlich zugängliche Orte (Zutritt ist an bestimmte Bedingungen geknüpft, z. B. Zahlung eines Eintrittes, Mindestalter) sowie öffentliche Orte (Zutritt ist jedem gewährt). Nur für letztere bedarf es einer spätestens drei Tage vorher einzuholenden behördlichen Genehmigung. Dies ist das einzige Grundrecht, welches durch die Exekutive selbstständig eingeschränkt werden kann, jedoch nur aus Gründen der öffentlichen Ordnung und Sicherheit. Jedenfalls haben alle Versammlungen ohne Waffen und friedlich zu erfolgen. Es sei beachtet, dass Artikel 17 nur die Versammlung selbst, aber nicht jene Tätigkeiten, die im Zuge der Versammlung entstehen, unter Schutz stellt.
Die Vereinigungsfreiheit im Artikel 18 gestattet es allen Bürgern, sich zu Vereinigungen zusammenzuschließen, welche jedwede Zielsetzung verfolgen können. Von Versammlungen unterscheiden sich Vereinigungen durch ihren permanenten Charakter, den relativ beständigen Mitgliedskreis, die innere Organisation sowie ein festgelegtes Ziel oder Interesse. Eingeschränkt können Vereinigungen nur werden, wenn ein Verstoß gegen das Strafrecht zu befürchten ist. Die positive Vereinigungsfreiheit umfasst die Freiheit, eine solche zu gründen, ihr beizutreten und ihre innere Struktur festzulegen. Die negative Versammlungsfreiheit umfasst das Recht, aus einer Vereinigung auszutreten oder gar nicht Mitglied zu werden. Geheimverbände sind verboten, sowie auch paramilitärische Vereinigungen, welche politische Zwecke verfolgen. Dies in Erinnerung an die sogenannten fasci di combattimento, welche die Machtübernahme durch die Faschisten vorbereitet und unterstützt hatten. Prinzipiell würden auch so die Südtiroler Schützen unter dieses Verbot fallen. Dem logischen Zusammenhang wurde allerdings entnommen, dass paramilitärische Einheiten, welche sich hauptsächlich kulturellen, sportlichen oder erzieherischen Tätigkeiten widmen, nicht unter dieses Verbot fallen.
Als Fortführung der Bestimmungen des Artikel 8 gewährt Artikel 19 allen Menschen, ob einzeln oder gemeinschaftlich organisiert, die Religionsfreiheit. Dies umfasst die Freiheit, sich zum Glauben zu bekennen, dafür zu werben und ihn im Privaten und in der Öffentlichkeit auszuüben, sofern er nicht gegen die guten Sitten (buon costume) verstößt. Artikel 20 verbietet es, Vereinigungen oder Einrichtungen nur aufgrund ihres religiösen oder kultischen Charakters irgendwelche gesetzlichen Beschränkungen oder steuerliche Belastungen aufzuerlegen.
Die Meinungs-, Presse-, Nachrichten- und Darstellungsfreiheit des Artikels 21 ist unter den Grundrechten der Artikel mit der längsten Textfassung. Prinzipiell wird jedem gestattet, durch Wort, Schrift und jedes andere zur Verbreitung geeignete Mittel (also auch moderne digitale Massenmedien) seine Gedanken zu äußern. Die Meinungsfreiheit ist dabei sowohl Voraussetzung für diverse andere Grundrechte, wie die Versammlungs-, Vereinigungs- und Religionsfreiheit, als auch für das Bestehen eines demokratischen Staates, welcher ja auf die Mitwirkung seiner Bürger in der öffentlichen Entscheidungsfindung aufgebaut ist. Weder Vor- noch Nachzensur oder sonstwelche Beschränkungen seitens der Behörden sind gestattet. Presseerzeugnisse dürfen eventuell beschlagnahmt werden, insoweit dies von einem Richter aufgrund der Ermächtigung durch das Presserecht verfügt wird; Beschlagnahmungen ohne richterliche Verfügung sind nur in dringlichen Fällen möglich und absolut nichtig, sofern dies vom Richter nicht binnen 24 Stunden bestätigt wird. Zur Schaffung einer transparenten Medienlandschaft dürfen die Finanzquellen der regelmäßig erscheinenden Druckausgaben öffentlich bekannt gegeben werden. Ebenfalls dürfen durch das Gesetz die „guten Sitten“ geschützt werden (Jugendschutz etc.). Die Bestimmungen des Artikels sind nicht nur als persönliches Recht zu sehen, sondern sind auch durchaus programmatisch: der Staat habe die Aufgabe, dafür zu sorgen, dass faktische Hindernisse der Meinungsfreiheit und der freien Information beseitigt werden, wie z. B. Monopole oder Zugangshürden im Bereich der Medien.
Artikel 22 bestimmt, dass niemandem aus politischen Gründen Staatsbürgerschaft, Rechtsfähigkeit oder der Name entzogen werden kann.
Artikel 23 stellt die Einhebung von persönlichen (Wehrpflicht, Laiengerichtsbarkeit etc.) oder vermögensrechtlichen (z. B. Steuern) Leistungen unter einen Gesetzesvorbehalt.